# Nexus 6
Das Nexus 6 ist ein Smartphone bzw. Phablet der Nexus-Serie von Google mit dem Betriebssystem Android. Es ist das sechste Gerät der Nexus-Serie und das erste, welches in Zusammenarbeit mit Motorola herausgebracht wurde, an deren Modell Moto X der zweiten Generation sich das Design stark anlehnt. Mit einer Bildschirmdiagonale von knapp 6 Zoll gehörte es zu den damals größten Smartphones. Angekündigt wurde es am 15. Oktober 2014 und war in den USA seit dem 29. Oktober 2014 verfügbar. Seit Dezember 2014 ist es auch in Deutschland erhältlich.
Es ist der Nachfolger des Nexus 5 und Vorgänger des Nexus 6P.

## Technische Daten

### Hardware
Das Nexus 6 misst 159,3 × 83 × 10,1 mm, wiegt 184 Gramm, hat eine Bildschirmdiagonale von rund 153 mm (6 Zoll) bei einer Punktdichte von rund 493 ppi und einer Auflösung von 1440 × 2560 Pixeln. Es verwendet einen Quad-Core-Prozessor vom Typ Snapdragon 805, der mit 2,7 GHz getaktet ist, 3 GB RAM und eine Adreno-420-GPU.
Das Nexus 6 kann über Qi-Standard drahtlos per Induktionsverfahren aufgeladen werden. Das Nexus 6 beherrscht Nahfeldkommunikation (Android Beam), hat eine 13-Megapixel-Rückkamera inklusive optischem Bildstabilisator und eine 2-Megapixel-Frontkamera. Der Akku hat eine Kapazität von 3220 mAh.

### Software
Das Nexus 6 war das erste Smartphone, welches mit Android 5.0 „Lollipop“ ausgeliefert wurde.
Am 30. Januar 2017 teilte Google im Rahmen des Beta-Tests für Android 7.1.2 mit, dass das Nexus 6 über Android 7.1.1 hinaus keine weiteren Betriebssystemversionen mehr erhalten werde. Bis zum November 2017 wolle man das Gerät aber weiterhin mit Sicherheits-Aktualisierungen versorgen. Das Nexus 6 unterstützt die offizielle Version von LineageOS 15.1/16.0 und seit April 2020 auch 17.1 (Android 8.1/9/10).